# MBN 스포츠 7
《MBN 스포츠 7》는 대한민국 MBN에서 평일 저녁 7시 55분에 방송되는 MBN의 저녁 뉴스 프로그램이다. 2014년 9월 22일부터 프로그램 MBN 뉴스7 코너로 편성되었다.

## 앵커
- 한혜원 아나운서 (여)